# Hopman Cup 2005
La Hopman Cup 2005 è stata la 17ª edizione della Hopman Cup,torneo di tennis riservato a squadre miste. 
Vi hanno partecipato 8 squadre di tutti i continenti e si è disputata al Burswood Entertainment Complex di Perth in Australia,
dal 1º gennaio al 7 gennaio 2005. La vittoria è andata alla coppia slovacca formata da Daniela Hantuchová e Dominik Hrbatý,
che hanno battuto la coppia dell'Argentina formata da Gisela Dulko e Guillermo Coria.

## Play-off

### Paesi Bassi vs. Zimbabwe
| Paesi Bassi 2 | Burswood Entertainment Complex, Perth 1º gennaio 2005 - 7 gennaio 2005 Cemento indoor | Burswood Entertainment Complex, Perth 1º gennaio 2005 - 7 gennaio 2005 Cemento indoor | Zimbabwe 1 |     |     |  |
| \| \| \| \| 1 \| 2 \| 3 \| \| \| - \| \| ----------------------------------------------------------- \| --- \| --- \| --- \| \| \| 1 \| \| Michaëlla Krajicek Cara Black \| 3 6 \| 7 6 \| 6 0 \| \| \| 2 \| \| Peter Wessels Wayne Black \| 7 6 \| 7 5 \| \| \| \| 3 \| \| Michaëlla Krajicek / Peter Wessels Cara Black / Wayne Black \| 7 8 \| \| \| \| |                                                                                       |                                                                                       |            |     |     |  |
| |                                                                                       |                                                                                       | 1          | 2   | 3   |  |
| 1 | Paesi Bassi (bandiera) · Zimbabwe (bandiera)                                          | Michaëlla Krajicek Cara Black                                                         | 3 6        | 7 6 | 6 0 |  |
| 2 | Paesi Bassi (bandiera) · Zimbabwe (bandiera)                                          | Peter Wessels Wayne Black                                                             | 7 6        | 7 5 |     |  |
| 3 | Paesi Bassi (bandiera) · Zimbabwe (bandiera)                                          | Michaëlla Krajicek / Peter Wessels Cara Black / Wayne Black                           | 7 8        |     |     |  |

## Gruppo A

### Classifica
- Argentina - Gisela Dulko e Guillermo Coria (round robin vittorie-sconfitte: 3-0; match vittorie-sconfitte: 6-3)
- Germania - Anna-Lena Grönefeld e Tommy Haas (round robin vittorie-sconfitte: 2-1; match vittorie-sconfitte: 5-4)
- Italia - Francesca Schiavone e Davide Sanguinetti (round robin vittorie-sconfitte: 1-2; match vittorie-sconfitte: 4-5)
- Russia - Anastasija Myskina e Marat Safin (round robin vittorie-sconfitte: 0-3; match vittorie-sconfitte: 3-6)

### Argentina vs. Germania
| Argentina 2 | Burswood Entertainment Complex, Perth 1º gennaio 2005 - 7 gennaio 2005 Cemento indoor | Burswood Entertainment Complex, Perth 1º gennaio 2005 - 7 gennaio 2005 Cemento indoor | Germania 1 |     |     |        |
| \| \| \| \| 1 \| 2 \| 3 \| \| \| - \| \| --------------------------------------------------------------- \| --- \| --- \| --- \| ------ \| \| 1 \| \| Gisela Dulko Anna-Lena Grönefeld \| 6 3 \| 2 6 \| 1 6 \| \| \| 2 \| \| Guillermo Coria Tommy Haas \| 5 7 \| 3 2 \| \| ritiro \| \| 3 \| \| Gisela Dulko / Guillermo Coria Anna-Lena Grönefeld / Tommy Haas \| \| \| \| w/o \| |                                                                                       |                                                                                       |            |     |     |        |
| |                                                                                       |                                                                                       | 1          | 2   | 3   |        |
| 1 | Argentina (bandiera) · Germania (bandiera)                                            | Gisela Dulko Anna-Lena Grönefeld                                                      | 6 3        | 2 6 | 1 6 |        |
| 2 | Argentina (bandiera) · Germania (bandiera)                                            | Guillermo Coria Tommy Haas                                                            | 5 7        | 3 2 |     | ritiro |
| 3 | Argentina (bandiera) · Germania (bandiera)                                            | Gisela Dulko / Guillermo Coria Anna-Lena Grönefeld / Tommy Haas                       |            |     |     | w/o    |

### Argentina vs. Italia
| Argentina 2 | Burswood Entertainment Complex, Perth 1º gennaio 2005 - 7 gennaio 2005 Cemento indoor | Burswood Entertainment Complex, Perth 1º gennaio 2005 - 7 gennaio 2005 Cemento indoor | Italia 1 |     |   |  |
| \| \| \| \| 1 \| 2 \| 3 \| \| \| - \| \| ----------------------------------------------------------------------- \| --- \| --- \| - \| \| \| 1 \| \| Gisela Dulko Francesca Schiavone \| 1 6 \| 3 6 \| \| \| \| 2 \| \| Guillermo Coria Davide Sanguinetti \| 1 1 \| 7 6 \| \| \| \| 3 \| \| Gisela Dulko / Guillermo Coria Francesca Schiavone / Davide Sanguinetti \| 7 5 \| 6 0 \| \| \| |                                                                                       |                                                                                       |          |     |   |  |
| |                                                                                       |                                                                                       | 1        | 2   | 3 |  |
| 1 | Argentina (bandiera) · Italia (bandiera)                                              | Gisela Dulko Francesca Schiavone                                                      | 1 6      | 3 6 |   |  |
| 2 | Argentina (bandiera) · Italia (bandiera)                                              | Guillermo Coria Davide Sanguinetti                                                    | 1 1      | 7 6 |   |  |
| 3 | Argentina (bandiera) · Italia (bandiera)                                              | Gisela Dulko / Guillermo Coria Francesca Schiavone / Davide Sanguinetti               | 7 5      | 6 0 |   |  |

### Argentina vs. Russia
| Argentina 2 | Burswood Entertainment Complex, Perth 1º gennaio 2005 - 7 gennaio 2005 Cemento indoor | Burswood Entertainment Complex, Perth 1º gennaio 2005 - 7 gennaio 2005 Cemento indoor | Russia 1 |     |   |  |
| \| \| \| \| 1 \| 2 \| 3 \| \| \| - \| \| --------------------------------------------------------------- \| --- \| --- \| - \| \| \| 1 \| \| Gisela Dulko Anastasija Myskina \| 2 6 \| 1 6 \| \| \| \| 2 \| \| Guillermo Coria Marat Safin \| 7 6 \| 6 1 \| \| \| \| 3 \| \| Gisela Dulko / Guillermo Coria Anastasija Myskina / Marat Safin \| 6 2 \| 6 0 \| \| \| |                                                                                       |                                                                                       |          |     |   |  |
| |                                                                                       |                                                                                       | 1        | 2   | 3 |  |
| 1 | Argentina (bandiera) · Russia (bandiera)                                              | Gisela Dulko Anastasija Myskina                                                       | 2 6      | 1 6 |   |  |
| 2 | Argentina (bandiera) · Russia (bandiera)                                              | Guillermo Coria Marat Safin                                                           | 7 6      | 6 1 |   |  |
| 3 | Argentina (bandiera) · Russia (bandiera)                                              | Gisela Dulko / Guillermo Coria Anastasija Myskina / Marat Safin                       | 6 2      | 6 0 |   |  |

### Germania vs. Italia
| Germania 2 | Burswood Entertainment Complex, Perth 1º gennaio 2005 - 7 gennaio 2005 Cemento indoor | Burswood Entertainment Complex, Perth 1º gennaio 2005 - 7 gennaio 2005 Cemento indoor | Italia 1 |     |     |  |
| \| \| \| \| 1 \| 2 \| 3 \| \| \| - \| \| ------------------------------------------------------------------------- \| --- \| --- \| --- \| \| \| 1 \| \| Francesca Schiavone Anna-Lena Grönefeld \| 6 2 \| 2 6 \| 6 2 \| \| \| 2 \| \| Davide Sanguinetti Tommy Haas \| 3 6 \| 2 6 \| \| \| \| 3 \| \| Francesca Schiavone / Davide Sanguinetti Anna-Lena Grönefeld / Tommy Haas \| 7 6 \| 6 4 \| \| \| |                                                                                       |                                                                                       |          |     |     |  |
| |                                                                                       |                                                                                       | 1        | 2   | 3   |  |
| 1 | Germania (bandiera) · Italia (bandiera)                                               | Francesca Schiavone Anna-Lena Grönefeld                                               | 6 2      | 2 6 | 6 2 |  |
| 2 | Germania (bandiera) · Italia (bandiera)                                               | Davide Sanguinetti Tommy Haas                                                         | 3 6      | 2 6 |     |  |
| 3 | Germania (bandiera) · Italia (bandiera)                                               | Francesca Schiavone / Davide Sanguinetti Anna-Lena Grönefeld / Tommy Haas             | 7 6      | 6 4 |     |  |

### Germania vs. Russia
| Germania 2 | Burswood Entertainment Complex, Perth 1º gennaio 2005 - 7 gennaio 2005 Cemento indoor | Burswood Entertainment Complex, Perth 1º gennaio 2005 - 7 gennaio 2005 Cemento indoor | Russia 1 |     |     |  |
| \| \| \| \| 1 \| 2 \| 3 \| \| \| - \| \| ----------------------------------------------------------------- \| --- \| --- \| --- \| \| \| 1 \| \| Anna-Lena Grönefeld Anastasija Myskina \| 3 6 \| 3 6 \| \| \| \| 2 \| \| Tommy Haas Marat Safin \| 6 3 \| 3 6 \| 6 1 \| \| \| 3 \| \| Anna-Lena Grönefeld / Tommy Haas Anastasija Myskina / Marat Safin \| 7 5 \| 1 6 \| 7 6 \| \| |                                                                                       |                                                                                       |          |     |     |  |
| |                                                                                       |                                                                                       | 1        | 2   | 3   |  |
| 1 | Germania (bandiera) · Russia (bandiera)                                               | Anna-Lena Grönefeld Anastasija Myskina                                                | 3 6      | 3 6 |     |  |
| 2 | Germania (bandiera) · Russia (bandiera)                                               | Tommy Haas Marat Safin                                                                | 6 3      | 3 6 | 6 1 |  |
| 3 | Germania (bandiera) · Russia (bandiera)                                               | Anna-Lena Grönefeld / Tommy Haas Anastasija Myskina / Marat Safin                     | 7 5      | 1 6 | 7 6 |  |

### Italia vs. Russia
| Italia 2 | Burswood Entertainment Complex, Perth 1º gennaio 2005 - 7 gennaio 2005 Cemento indoor | Burswood Entertainment Complex, Perth 1º gennaio 2005 - 7 gennaio 2005 Cemento indoor | Russia 1 |     |     |  |
| \| \| \| \| 1 \| 2 \| 3 \| \| \| - \| \| ------------------------------------------------------------------------- \| --- \| --- \| --- \| \| \| 1 \| \| Francesca Schiavone Anastasija Myskina \| 3 6 \| 2 6 \| \| \| \| 2 \| \| Davide Sanguinetti Marat Safin \| 7 6 \| 6 7 \| 6 0 \| \| \| 3 \| \| Francesca Schiavone / Davide Sanguinetti Anastasija Myskina / Marat Safin \| 8 6 \| \| \| \| |                                                                                       |                                                                                       |          |     |     |  |
| |                                                                                       |                                                                                       | 1        | 2   | 3   |  |
| 1 | Italia (bandiera) · Russia (bandiera)                                                 | Francesca Schiavone Anastasija Myskina                                                | 3 6      | 2 6 |     |  |
| 2 | Italia (bandiera) · Russia (bandiera)                                                 | Davide Sanguinetti Marat Safin                                                        | 7 6      | 6 7 | 6 0 |  |
| 3 | Italia (bandiera) · Russia (bandiera)                                                 | Francesca Schiavone / Davide Sanguinetti Anastasija Myskina / Marat Safin             | 8 6      |     |     |  |

## Gruppo B

### Classifica
- Australia - Alicia Molik e Paul Baccanello o Mark Philippoussis (round robin vittorie-sconfitte: 1-2; match vittorie-sconfitte: 4-5)
- Paesi Bassi - Michaëlla Krajicek e Peter Wessels (round robin vittorie-sconfitte: 2-2; match vittorie-sconfitte: 6-6)
- Slovacchia - Daniela Hantuchová e Dominik Hrbatý (round robin vittorie-sconfitte: 2-1; match vittorie-sconfitte: 6-3)
- Stati Uniti - Meghann Shaughnessy e James Blake (round robin vittorie-sconfitte: 2-1; match vittorie-sconfitte: 5-4)
- Zimbabwe - Cara Black e Wayne Black (round robin vittorie-sconfitte: match vittorie-sconfitte: 1-2)

### Australia vs. Slovacchia
| Australia 2 | Burswood Entertainment Complex, Perth 1º gennaio 2005 - 7 gennaio 2005 Cemento indoor | Burswood Entertainment Complex, Perth 1º gennaio 2005 - 7 gennaio 2005 Cemento indoor | Slovacchia 1 |     |     |  |
| \| \| \| \| 1 \| 2 \| 3 \| \| \| - \| \| --------------------------------------------------------------------- \| --- \| --- \| --- \| \| \| 1 \| \| Alicia Molik Daniela Hantuchová \| 6 3 \| 6 3 \| \| \| \| 2 \| \| Mark Philippoussis Dominik Hrbatý \| 2 6 \| 5 7 \| \| \| \| 3 \| \| Alicia Molik / Mark Philippoussis Daniela Hantuchová / Dominik Hrbatý \| 6 7 \| 6 3 \| 7 6 \| \| |                                                                                       |                                                                                       |              |     |     |  |
| |                                                                                       |                                                                                       | 1            | 2   | 3   |  |
| 1 | Australia (bandiera) · Slovacchia (bandiera)                                          | Alicia Molik Daniela Hantuchová                                                       | 6 3          | 6 3 |     |  |
| 2 | Australia (bandiera) · Slovacchia (bandiera)                                          | Mark Philippoussis Dominik Hrbatý                                                     | 2 6          | 5 7 |     |  |
| 3 | Australia (bandiera) · Slovacchia (bandiera)                                          | Alicia Molik / Mark Philippoussis Daniela Hantuchová / Dominik Hrbatý                 | 6 7          | 6 3 | 7 6 |  |

### Paesi Bassi vs. Australia
| Paesi Bassi 2 | Burswood Entertainment Complex, Perth 1º gennaio 2005 - 7 gennaio 2005 Cemento indoor | Burswood Entertainment Complex, Perth 1º gennaio 2005 - 7 gennaio 2005 Cemento indoor | Australia 1 |     |     |     |
| \| \| \| \| 1 \| 2 \| 3 \| \| \| - \| \| -------------------------------------------------------------------- \| --- \| --- \| --- \| --- \| \| 1 \| \| Michaëlla Krajicek Alicia Molik \| 3 6 \| 5 7 \| \| \| \| 2 \| \| Peter Wessels Mark Philippoussis \| 7 6 \| 3 6 \| 6 2 \| \| \| 3 \| \| Michaëlla Krajicek / Peter Wessels Alicia Molik / Mark Philippoussis \| \| \| \| w/o \| |                                                                                       |                                                                                       |             |     |     |     |
| |                                                                                       |                                                                                       | 1           | 2   | 3   |     |
| 1 | Paesi Bassi (bandiera) · Australia (bandiera)                                         | Michaëlla Krajicek Alicia Molik                                                       | 3 6         | 5 7 |     |     |
| 2 | Paesi Bassi (bandiera) · Australia (bandiera)                                         | Peter Wessels Mark Philippoussis                                                      | 7 6         | 3 6 | 6 2 |     |
| 3 | Paesi Bassi (bandiera) · Australia (bandiera)                                         | Michaëlla Krajicek / Peter Wessels Alicia Molik / Mark Philippoussis                  |             |     |     | w/o |

### Slovacchia vs. Paesi Bassi
| Slovacchia 3 | Burswood Entertainment Complex, Perth 1º gennaio 2005 - 7 gennaio 2005 Cemento indoor | Burswood Entertainment Complex, Perth 1º gennaio 2005 - 7 gennaio 2005 Cemento indoor | Paesi Bassi 0 |     |   |        |
| \| \| \| \| 1 \| 2 \| 3 \| \| \| - \| \| ---------------------------------------------------------------------- \| --- \| --- \| - \| ------ \| \| 1 \| \| Daniela Hantuchová Michaëlla Krajicek \| 6 4 \| 6 2 \| \| \| \| 2 \| \| Dominik Hrbatý Peter Wessels \| 5 2 \| \| \| ritiro \| \| 3 \| \| Daniela Hantuchová / Dominik Hrbatý Michaëlla Krajicek / Peter Wessels \| \| \| \| w/o \| |                                                                                       |                                                                                       |               |     |   |        |
| |                                                                                       |                                                                                       | 1             | 2   | 3 |        |
| 1 | Slovacchia (bandiera) · Paesi Bassi (bandiera)                                        | Daniela Hantuchová Michaëlla Krajicek                                                 | 6 4           | 6 2 |   |        |
| 2 | Slovacchia (bandiera) · Paesi Bassi (bandiera)                                        | Dominik Hrbatý Peter Wessels                                                          | 5 2           |     |   | ritiro |
| 3 | Slovacchia (bandiera) · Paesi Bassi (bandiera)                                        | Daniela Hantuchová / Dominik Hrbatý Michaëlla Krajicek / Peter Wessels                |               |     |   | w/o    |

### Slovacchia vs. Stati Uniti
| Slovacchia 2 | Burswood Entertainment Complex, Perth 1º gennaio 2005 - 7 gennaio 2005 Cemento indoor | Burswood Entertainment Complex, Perth 1º gennaio 2005 - 7 gennaio 2005 Cemento indoor | Stati Uniti 1 |     |     |  |
| \| \| \| \| 1 \| 2 \| 3 \| \| \| - \| \| --------------------------------------------------------------------- \| --- \| --- \| --- \| \| \| 1 \| \| Daniela Hantuchová Meghann Shaughnessy \| 6 4 \| 6 2 \| \| \| \| 2 \| \| Dominik Hrbatý James Blake \| 7 6 \| 6 4 \| \| \| \| 3 \| \| Daniela Hantuchová / Dominik Hrbatý Meghann Shaughnessy / James Blake \| 6 0 \| 6 7 \| 6 7 \| \| |                                                                                       |                                                                                       |               |     |     |  |
| |                                                                                       |                                                                                       | 1             | 2   | 3   |  |
| 1 | Slovacchia (bandiera) · Stati Uniti (bandiera)                                        | Daniela Hantuchová Meghann Shaughnessy                                                | 6 4           | 6 2 |     |  |
| 2 | Slovacchia (bandiera) · Stati Uniti (bandiera)                                        | Dominik Hrbatý James Blake                                                            | 7 6           | 6 4 |     |  |
| 3 | Slovacchia (bandiera) · Stati Uniti (bandiera)                                        | Daniela Hantuchová / Dominik Hrbatý Meghann Shaughnessy / James Blake                 | 6 0           | 6 7 | 6 7 |  |

### Stati Uniti vs. Australia
| Stati Uniti 2 | Burswood Entertainment Complex, Perth 1º gennaio 2005 - 7 gennaio 2005 Cemento indoor | Burswood Entertainment Complex, Perth 1º gennaio 2005 - 7 gennaio 2005 Cemento indoor | Australia 1 |     |     |  |
| \| \| \| \| 1 \| 2 \| 3 \| \| \| - \| \| ---------------------------------------------------------------- \| --- \| --- \| --- \| \| \| 1 \| \| Meghann Shaughnessy Alicia Molik \| 2 6 \| 3 6 \| \| \| \| 2 \| \| James Blake Paul Baccanello \| 6 3 \| 6 4 \| \| \| \| 3 \| \| Meghann Shaughnessy / James Blake Alicia Molik / Paul Baccanello \| 6 7 \| 7 5 \| 7 6 \| \| |                                                                                       |                                                                                       |             |     |     |  |
| |                                                                                       |                                                                                       | 1           | 2   | 3   |  |
| 1 | Stati Uniti (bandiera) · Australia (bandiera)                                         | Meghann Shaughnessy Alicia Molik                                                      | 2 6         | 3 6 |     |  |
| 2 | Stati Uniti (bandiera) · Australia (bandiera)                                         | James Blake Paul Baccanello                                                           | 6 3         | 6 4 |     |  |
| 3 | Stati Uniti (bandiera) · Australia (bandiera)                                         | Meghann Shaughnessy / James Blake Alicia Molik / Paul Baccanello                      | 6 7         | 7 5 | 7 6 |  |

### Stati Uniti vs. Paesi Bassi
| Stati Uniti 2 | Burswood Entertainment Complex, Perth 1º gennaio 2005 - 7 gennaio 2005 Cemento indoor | Burswood Entertainment Complex, Perth 1º gennaio 2005 - 7 gennaio 2005 Cemento indoor | Paesi Bassi 1 |     |   |  |
| \| \| \| \| 1 \| 2 \| 3 \| \| \| - \| \| -------------------------------------------------------------------- \| --- \| --- \| - \| \| \| 1 \| \| Meghann Shaughnessy Michaëlla Krajicek \| 7 5 \| 6 4 \| \| \| \| 2 \| \| James Blake Peter Wessels \| 6 1 \| 7 6 \| \| \| \| 3 \| \| Meghann Shaughnessy / James Blake Michaëlla Krajicek / Peter Wessels \| 5 7 \| 5 7 \| \| \| |                                                                                       |                                                                                       |               |     |   |  |
| |                                                                                       |                                                                                       | 1             | 2   | 3 |  |
| 1 | Stati Uniti (bandiera) · Paesi Bassi (bandiera)                                       | Meghann Shaughnessy Michaëlla Krajicek                                                | 7 5           | 6 4 |   |  |
| 2 | Stati Uniti (bandiera) · Paesi Bassi (bandiera)                                       | James Blake Peter Wessels                                                             | 6 1           | 7 6 |   |  |
| 3 | Stati Uniti (bandiera) · Paesi Bassi (bandiera)                                       | Meghann Shaughnessy / James Blake Michaëlla Krajicek / Peter Wessels                  | 5 7           | 5 7 |   |  |

## Finale

### Slovacchia vs. Argentina
| Slovacchia 2 | Burswood Entertainment Complex, Perth 1º gennaio 2005 - 7 gennaio 2005 Cemento indoor | Burswood Entertainment Complex, Perth 1º gennaio 2005 - 7 gennaio 2005 Cemento indoor | Argentina 1 |     |     |     |
| \| \| \| \| 1 \| 2 \| 3 \| \| \| - \| \| ------------------------------------------------------------------ \| --- \| --- \| --- \| --- \| \| 1 \| \| Daniela Hantuchová Gisela Dulko \| 1 6 \| 6 4 \| 6 4 \| \| \| 2 \| \| Dominik Hrbatý Guillermo Coria \| 6 4 \| 6 1 \| \| \| \| 3 \| \| Daniela Hantuchová / Dominik Hrbatý Gisela Dulko / Guillermo Coria \| \| \| \| w/o \| |                                                                                       |                                                                                       |             |     |     |     |
| |                                                                                       |                                                                                       | 1           | 2   | 3   |     |
| 1 | Slovacchia (bandiera) · Argentina (bandiera)                                          | Daniela Hantuchová Gisela Dulko                                                       | 1 6         | 6 4 | 6 4 |     |
| 2 | Slovacchia (bandiera) · Argentina (bandiera)                                          | Dominik Hrbatý Guillermo Coria                                                        | 6 4         | 6 1 |     |     |
| 3 | Slovacchia (bandiera) · Argentina (bandiera)                                          | Daniela Hantuchová / Dominik Hrbatý Gisela Dulko / Guillermo Coria                    |             |     |     | w/o |

## Campioni
| Vincitori della Hopman Cup 2005 |
| ------------------------------- |
| Slovacchia (2º titolo)          |